# アンワル・イブラヒム
アンワル・ビン・イブラヒム（Anwar bin Ibrahim, 1947年8月10日 - ）は、マレーシアの政治家。現在、同国首相（第10代）、人民正義党主席。副首相などを歴任した。

## 若年期
アンワルは、ペナン州でインド人移民の家庭に生まれた。マレーカレッジ・クアラ・カンサーとマラヤ大学で教育を受けた。
1971年、学生時代に、アンワルは、ムスリムによる学生組織であるマレーシア・イスラーム青年運動 (ABIM) を結成、後にその代表に就任した。PASの主張する伝統的なイスラームへの回帰へと異なり、「西洋化や世俗化に変わりうるものとして、伝統的なイスラームだけでなく、近代的な宗教・文化としてのイスラーム」に視線を向けたものであった。ABIMは、アンワルのカリスマ的指導の下、35,000人を数えるメンバーを超えるまで、成長を遂げたが、1974年、デモに参加した際に国内治安法に基づき、アンワルは、逮捕され、22ヶ月の間、拘束を受けた。
釈放後、ラザク首相にUMNOへの参加を呼びかけられたが、拒否した。アンワルの名は、「若く、都市型で、高等教育を受けた中産階級のマレー人」の象徴として、急速に高まっていった。

## 頭角
1982年、アンワルは、ABIMの代表を辞任した。マハティール首相の要請および懐柔政策に応じた形であった。その後、アンワルは、UMNO内での急進を遂げた。1983年に文化・青年・スポーツ大臣に就任、翌年、彼は、農業大臣、1986年には、マレーシア政治の重要ポストである教育大臣（マレーシア首相への登竜門的な色彩が強い大臣職）に就任した。1991年には、財務大臣に就任、1993年には、副首相も兼任することとなった。
1990年代前半、アンワルがポスト・マハティールの最右翼と目され、マハティールとの関係も親子関係とほぼ同様であったとされている。それは、1997年初頭、マハティールが2月の休暇を取った際にアンワルを首相代行に任命していることからも明らかであった。しかしながら、どのようにしてマレーシアが通貨危機を克服していくかという問題が起きたことによって、マハティールとの蜜月関係にも終止符が打たれることとなった。

## アジア通貨危機
1997年に、タイ・バーツ通貨危機を契機とするアジア通貨危機が起きると財務大臣の職にあったアンワルは、IMFが策定したマレーシア経済復興プランに賛同した。その計画とは、外資へのよりいっそうの開放と協力関係を築く内容であった。アンワルは、18%の政府支出の削減と大規模な公共工事の削減を打ち出した。大規模な公共工事とはマハティールが提唱した「メガ・プロジェクト」という国家発展のためのプロジェクトであった。
多くのマレーシアの企業が倒産の危機に直面した。アンワルは自由主義経済の政策を採用していたが、一方で、マハティールは、ジョージ・ソロスのような投機家を批判し、通貨と外資の投資を自らの統制下におこうと考えていた。

## 逮捕
1998年、1冊の本が出版された。『アンワルが首相になれない50の理由』と題された本は、内容にアンワルの性的疑惑（同性愛）の内容を含んでいた。マレーシアでは、出版制度は、政府の免許制度によって保障されている。そのため、この本の出版はマハティール政権の介入をもたらした。8月には、事実に基づいていない悪意のある出版物であるということで、著者が逮捕された。
1998年9月2日、アンワルは、副首相を罷免され、翌日には、UMNOから追放処分を受けた。14日には、アンワルの支持者であるムナワール・アネス、スクマ・ダルマワン・サスミタートが同性愛の疑惑で逮捕された。5日後には、判決が出て、彼らは、アンワルと同性愛の性行為を持ったとして、6ヶ月の懲役処分が下された。また、アンワルの2人の秘書であるエザム・モハマドとモハンマド・アズミン・アリは、『アンワルが首相になれない50の理由』に関して、身柄が確保された（後に釈放されている）。
9月20日、アンワルは、クアラルンプールで10万人近い人々を集めて、その集会の後には、「レフォルマシ（マレー語で改革の意味）」と「マハティールの退陣」を要求する行進を展開した。マレーシアでは珍しいこの種の行進は、混乱と民族間の衝突を危惧するマレーシア政府に大きな関心を抱かせることになった。また、この行進で、アンワルはマレーシア人の中の新しくリベラルな人間としての側面を、マハティールは、マレー人の保護者としての側面をくっきりと浮かび上がらせることとなった。
その晩、アンワルの自宅は、マレーシア警察によって組織されたSWATによって破壊され、数時間後には、アンワルの逮捕が発表された。

## 告訴
1998年9月29日、法廷に現れたアンワルは、汚職と同性愛の罪に対して、無罪であると主張した。その当時のアンワルの顔には、殴打のあとがくっきりと残っており、この片手を上げて連行される写真は、多くのレフォルマシのポスターに後に使われる象徴となった。
アンワルは、警察の調査に関連する汚職、また、同性愛の疑惑に関して告訴を受けた。アンワルの裁判は、マレーシア司法の権威であるオーガスティン・ポールによって審判された。1999年4月14日、アンワルは、汚職の罪で懲役6年の有罪判決を受ける。また、2000年8月8日には、同性愛の罪で懲役9年が言い渡された。
アンワルの妻であるワン・アジサ夫人は、アンワルの釈放とレフォルマシのキャンペーンの支持者を基盤に国民正義党を組織した。国民正義党は、代替戦線に参加することで、国民戦線政府と対峙することとなる。

## 釈放
2004年9月2日、マレーシアの最高裁判所の3人の裁判官は、2対1の評決で、アンワルに下されていた同性愛の罪状を覆す判決を出した。
アンワルは、すでに、汚職罪の刑期を終えていたとはいえ、マレーシアの法律では、刑期が終わった後5年間は、政治活動を行うことが禁止されている。そのため、アンワルは、2008年4月14日までは、マレーシアにおいて政治活動ができない。アンワルに残された唯一の方法は、国王に誓願することだけであった。
釈放された時点で、アンワルは、背中に痛みを抱えていた。アンワルの家族が言うには、警察によって傷つけられたことが原因だということである。しかし、UMNOがオーナーであるニュー・ストレーツ・タイムスは、9月6日付の記事で、アンワルが副首相を務めていた1993年に落馬したことが原因であると発表した。だが、この記事内では、10年経って背中に痛みが生じてきたという因果関係については十分な説明がなされていない。アンワルの服役中、妻ワン・アジサは、ドイツの病院での治療が必要であると主張してきた。政府は、背中の痛み程度の治療であれば、マレーシアでも十分可能であるという見解であったので、ワン・アジサの主張を退けてきたが、2004年9月、同性愛の罪状の撤回により釈放されると、治療のために、ミュンヘンへ旅行した。
釈放以来、アンワルは、イギリスのオックスフォード大学セント・アントニーズ・カレッジとワシントンD.C.にあるジョーンズ・ホプキンス・スクールの客員フェローであると同時に、ジョージタウン大学外国語学科の客員教授でもある。
2006年3月には、彼は、ロンドンに本部を置くアカウント・アビリティーの名誉総裁にも任命されている。
2008年4月15日からアンワルはマレーシア国内での政治活動が可能となったが、7月16日、同性愛容疑で逮捕された。マレーシアはイスラム教の国だという文化的背景も影響していると見られている。前回と違い、翌日には、保釈が認められ、釈放された。野党の指導者である自分を亡きものにしようとする現政権の陰謀であり、バッシング（いやがらせ）だと、本人は主張した。8月26日にペナンのプルマタン・パウ選挙区で行われた補選でアンワルが当選し、予想どおり、政界に復帰した。できるだけ早い時期での野党連合・人民同盟（PR）による政権奪取をめざし、活動中である。
2012年1月9日、マレーシア高等裁判所は、同性愛容疑について、無罪を言い渡した。
2014年1月19日、個人的な訪問のため成田国際空港に到着したが、入国拒否された。日本の当局は、ビザが無いことが理由としている。マレーシア人が短期滞在を目的に日本に入国する場合、犯罪歴のあるものはビザが必要であり、アンワルは1998年には権力乱用の罪で有罪となっている。
2014年3月7日、マレーシアの上訴裁判所は同性愛容疑について、一審の無罪判決を覆し、禁錮5年の有罪判決を下した。3月8日に起きたマレーシア航空370便墜落事故の機長はアンワルの熱烈な支持者であり、個人的な面識もあったという。前日にアンワルが同性愛容疑で有罪となったことに対し、機長が乗客を巻き込んで抗議するために自殺したという見方が報じられている。アンワルはインタビューで、機長が遠縁にあたることを認めたうえで、野党やアンワルが事件に間接的にでも関与しているという疑惑をもたせる報道を批判している。2015年2月10日、マレーシアの連邦裁判所は上告を退け、有罪判決が確定した。
2018年1月8日、NNAによりアンワルが収監中のセランゴール州のスンガイブロー刑務所から同年6月に釈放される予定であると報道された。
2018年5月11日、前日に首相の座についたマハティールは、国王がアンワル・イブラヒム元副首相に恩赦を与える意向を示したと述べた。
2018年5月16日、国王の恩赦を受け、釈放された。マハティール首相と副首相に就くワン・アジサ人民正義党総裁を「全面的に支援する」と表明した。

## 政界への復帰
2018年10月13日、下院補欠選挙にて大差で当選。政界への復帰を果たした。投票率は58%でアンワルは71%の票を獲得した。
2018年11月18日、アンワルは人民正義党の総裁に正式に就任した。
2022年11月19日、下院選（定数222）でアンワルが率いる野党の希望連盟は最大の82議席を獲得した。その後、国王の大連立内閣樹立の提案も踏まえ、国民戦線やボルネオ島の地域政党と連立構築の交渉を続け、11月24日までに過半数を確保した。

## 首相
2022年11月24日、最高元首の勅令により第10代首相に就任した。
2023年1月3日、アンワルは彼の娘、ヌルル・イッザを首相の主要経済・財務顧問に任命した。これはすべての関係者からの疑念や不一致を引き起こし、また政府の縁故主義に対する批判も巻き起こった。